# Décembre 1933
Cette page présente les faits marquants du mois de décembre 1933.

## Événements
- 1er décembre : naissance de l’État-Parti : loi sur « la garantie de l’unité du parti et de l’État ». Le NSDAP devient institution d'état.

- 2 décembre : un équipage français relie Paris et Alger en 5 heures et 58 minutes sur un Dewoitine Emeraude. Le trajet retour est effectué le 3 décembre en 5 heures et 15 minutes.

- 3 - 27 décembre[1] : VIIe conférence panaméricaine de Montevideo. Le secrétaire d’État Cordell Hull annonce la politique de bon voisinage décidée par Roosevelt.

- 8 décembre : la CNT déclenche une insurrection à Saragosse. Les combats sont meurtriers.

- 9 décembre (Roumanie) : la Garde de fer, organisation de type fasciste créée par Corneliu Codreanu, est interdite par le gouvernement. Elle se venge en abattant le Premier ministre libéral I. C. Duca en gare de Sinaia le 29 décembre.

- 16 décembre : le radical Alejandro Lerroux prend la tête d’un gouvernement modéré en Espagne.

- 17 décembre : à la mort du treizième dalaï-lama Thubten Gyatso, les Chinois envoient une délégation de condoléances puis rouvrent leur mission au Tibet.

- 23 décembre, France : accident ferroviaire de Lagny-Pomponne (Seine et Marne). Le train Paris-Strasbourg percute par l'arrière celui du Paris-Nancy: 230 tués et 300 blessés

- 26 décembre : 
  - fondation de la société japonaise Nissan ;
  - un équipage néerlandais relie Batavia et Amsterdam en 4 jours et 4 heures.

- 29 décembre, France : révélation de l'affaire Stavisky.

- 31 décembre : premier vol du chasseur soviétique Polikarpov I-16 Ishak.

## Naissances
- 1er décembre : 
  - Alex Campbell, premier ministre de l'Île-du-Prince-Édouard.
  - Curro Romero (Francisco Lopez Romero), matador espagnol.
- 3 décembre : Nicolas Coster, acteur américain († 2 juin 2023).
- 5 décembre : Edward Daly, prélat catholique irlandais († 8 août 2016).
- 6 décembre : Henryk Górecki, compositeur polonais († 12 novembre 2010).
- 7 décembre : Şevket Kazan, avocat et homme politique turc (mort le 9 mars 2020).
- 10 décembre : Eduardo Pavlovsky, dramaturge, acteur et psychiatre argentin († 4 octobre 2015).
- 11 décembre : 
  - Rock Demers, producteur canadien († 17 août 2021).
  - René Pommier, critique littéraire et essayiste français († 10 mai 2024).
- 13 décembre : Moe Mantha, Sr., joueur et entraîneur de hockey sur glace canadien († 19 septembre 2015).
- 14 décembre : Albert Spaggiari, auteur du casse du siècle († 10 juin 1989).
- 17 décembre : Nentcho Christov, coureur cycliste bulgare († 3 mai 2002).
- 18 décembre : Allen Joseph Bard, chimiste américain († 11 février 2024).
- 20 décembre : 
  - Marcel Uderzo, est un dessinateur de bandes dessinées français, frère d'Albert Uderzo († 24 janvier 2021).
  - Jean Carnahan, personnalité politique américaine († 30 janvier 2024).
- 21 décembre : Pierre Everaert, coureur cycliste français († 26 mai 1989).
- 23 décembre : Sa Majesté l'empereur du Japon, Akihito.
- 25 décembre : 
  - François de Closets, journaliste scientifique français.
  - Joachim Meisner, cardinal allemand, archevêque de Cologne.
- 26 décembre :
  - Jean-Claude Robillard, acteur canadien († 23 avril 2015).
  - Caroll Spinney, marionnettiste, dessinateur et acteur américain († 8 décembre 2019).
- 27 décembre :
  - Gilbert Chabroux, homme politique français († 1er décembre 2017).
  - Franck Duminil, peintre français († 13 juin 2014).
- 28 décembre : Anatoli Vershik, mathématicien russe († 14 février 2024).
- 29 décembre : Lee O-young, auteur et critique sud-coréen († 26 février 2022).
- 31 décembre : Mohamed Sayah, homme politique tunisien.

## Décès
- 11 décembre : Émile Wauters, peintre belge (° 19 novembre 1846).
- 25 décembre : Francesc Macià, Président de la Generalitat de Catalogne (°1859).